# Neděle (Hvězdná brána: Atlantida)
Neděle (v anglickém originále Sunday) je 17. díl 3. řady sci-fi seriálu Hvězdná brána: Atlantida.

## Obsah epizody
Na Atlantidě vládne pohodová nálada, protože je vyhlášen den povinného volna. John Sheppard hraje golf a do této hry se snaží zasvětit i Ronona. Elizabeth Weirová jde na oběd s Mikem Brantonem. Doktor Beckett se chystá vyjet na ryby, ale nemůže sehnat nikoho, kdo by s ním nadšení do rybolovu sdílel (Rodney, se kterým byl původně domluvený, se z rybolovu vymluví, a ani nikdo další nemá čas), a proto vystřídá sloužící doktorku. Rodney McKay obědvá s Katie. Ale ještě před začátkem tohoto dne doktorka Hewstonová a doktor Watson nechtěně spustili antické zařízení vydávající neznámé záření. Po Rodneyho přednášce o jejich hlouposti a po lékařském vyšetření, které nic zvláštního neodhalilo, se jdou věnovat svým věcem. Celou tuto pohodu narušuje náhlý výbuch. Sheppard s Rononem hned běží na místo výbuchu, kde už doktor Beckett organizuje převoz raněných, mezi kterými je i Teyla, na ošetřovnu. Radek Zelenka už na místě pátrá po výbušninách, které nenalézá. Ovšem podle očitých svědků explodovala sama doktorka Hewstonová. Rodney zjistil, že záření, které vydávalo spuštěné zařízení, tvoří v těle výbušný nádor. Proto ihned začíná pátrání po doktoru Watsonovi, který je naneštěstí na operačním sále. Doktor Beckett uzavírá patro a zůstává na sále sám s jednou sestrou. Po úspěšném vyoperování nádoru už na místo míří pyrotechnik s tlumicí nádobou na výbušninu. Beckett je však netrpělivý a jde mu naproti s nádorem, který mu předává a vrací se na sál. Nádor ovšem v tuto chvíli vybouchne a usmrtí jak pyrotechnika, tak doktora Becketta. Díl končí posledním rozloučením a transportem ostatků hvězdnou branou zpět na Zemi.